# ۷۵۴ (پیش از میلاد)
۷۵۴ (پیش از میلاد) ۷۵۴مین سال قبل از تقویم میلادی است.